# Тіхуана
Тіхуана (ісп. Tijuana) — місто на північному заході Мексики, в штаті Баха-Каліфорнія. Населення — близько 1,27 млн мешканців (2003).

## Географія
Місто знаходиться за 170 км від столиці штату — Мехікалі та за годину їзди від портового міста Енсенада. Тіхуана також є адміністративним центром однойменного муніципалітету. Відокремлена державним кордоном від міста-побратима в США — Сан-Дієго, а загальна чисельність населення цих міст перевищує 5 млн людей. .

## Назва
Походження назви міста викликає багато сумнівів. За однією версією, це було скороченням слова Тіа-Хуана (ісп. Tía-Juana), яке в свою чергу ставилося до назви ранчо «Ла Тіа Хуана» (ісп. La Tía Juana), яке існувало в першій половині XIX століття. Існують і інші не підтверджені версії, про те що назва походить з слів мов юма-кочимі — Tiguana, Tiuana, Tegüana, Tiwana, Tijuan, Ticuan, Tijuana.

## Історія

### Доіспанський період
До приходу на ці землі іспанців, тут існували поселення племен куміаї (k'miai), родинних з іншими племенам, що жили на Каліфорнійському півострові. Про це збереглися посилання в деяких літописах місіонерів, які перетинали цей регіон по шляху на північ. Існує також ряд мовних елементів, що дозволяють припустити, що слово Тіхуана індіанського походження. Але збереглися документи, про те, що 1809 року, в книзі із записами про хрещення в місії Сан-Дієго, пройшло хрещення місцевого жителя з поселення «de la ranchería de tía Juana». Можливо парафіяльній пастор просто іспанізував тубільне слово, яке не дуже добре зрозумів.

### Епоха відкриттів

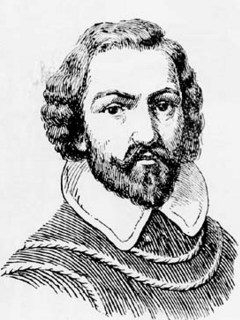
Хуан Родрігес Кабрільйо

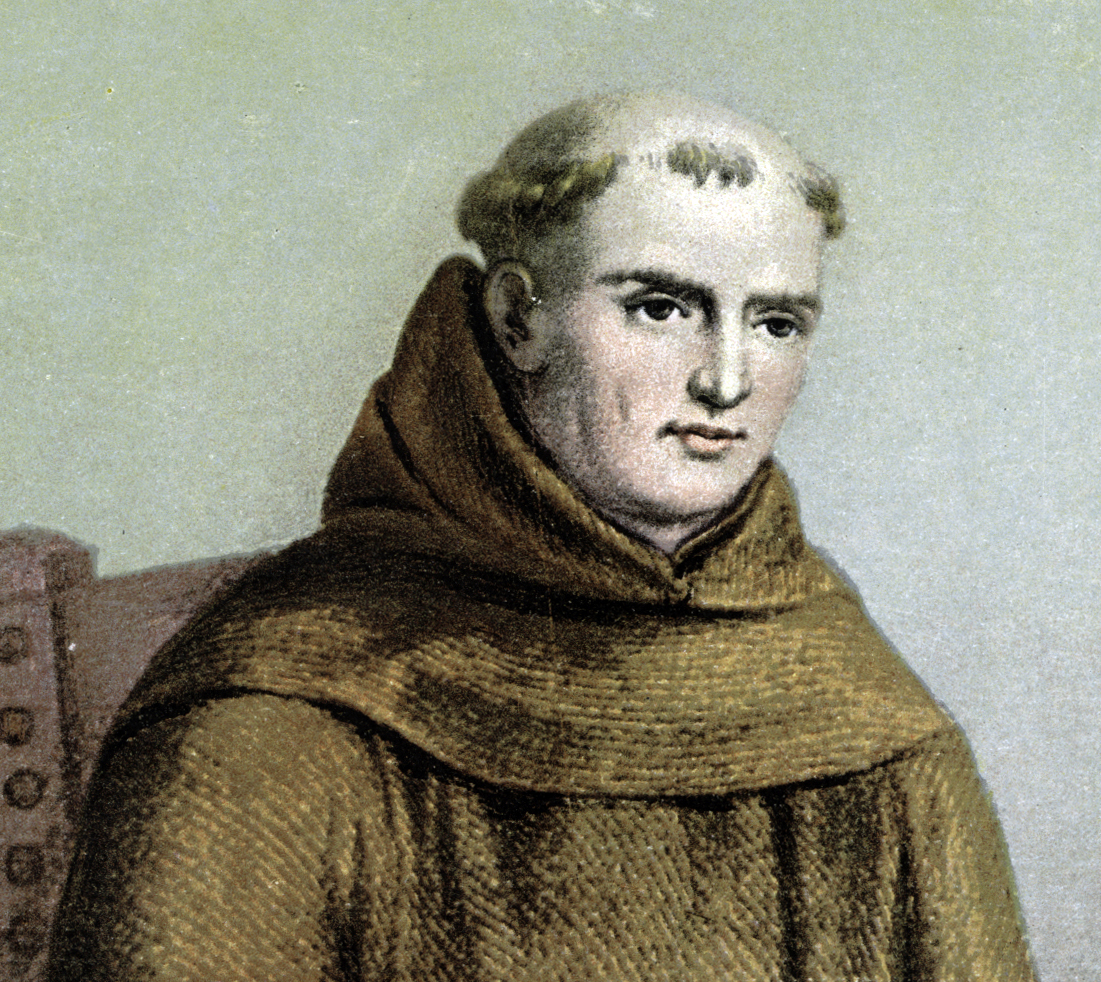
Хуніперо Серра

Першим європейцем дослідником, який пропливав біля берегів сучасного муніципалітету Тіхуана, був Хуан Родрігес Кабрільйо, що рухався з невеликою бухти (сучасне місто Енсенада) на північ, і за шість днів з 23 вересня по 28 вересня 1542 року досяг затоки Сан Дієго.
Перший європейцем, що ступив на землі сучасного муніципалітету Тіхуана 1769 року, був монах-францисканець Хуніперо Серра. У його щоденнику збереглася такий запис:
|  | 1 липня, субота. Ми вийшли рано вранці, після відвідин нашого ордена Діви Марії [...] залишився день шляху до прибуття в портове поселення, де нас чекають два судна: Сан-Карлос і Сан-Антоніо [...] Ми добралися без пригод - щасливі й задоволені, в довгоочікуваний порт Сан-Дієго. |

В останній день шляху, перед досягненням порту Сан-Дієго, батько Серра проходив по землях Тіхуани.

### XIX століття

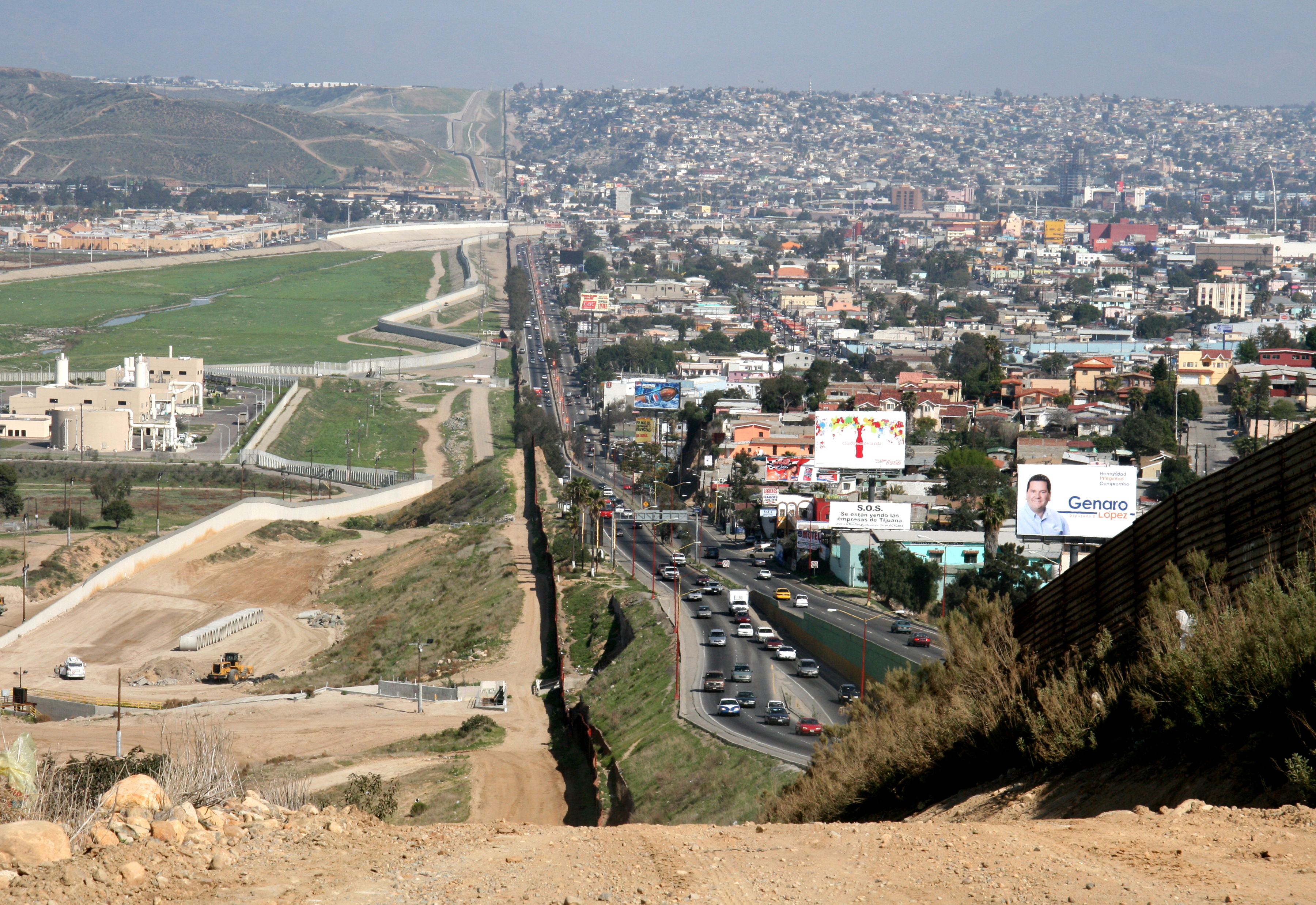
Кордон між США і Мексикою (праворуч — Тіхуана, зліва — Сан-Дієго)

1829 року, в кінці періоду правління губернатора Каліфорнії Хосе Марія Ечендія, він надав Сантьяго Аргельо Моразі для розведення великої рогатої худоби ранчо Тіхуана, площею 10 000 га.
1846 року, під час Американо-мексиканської війни, флот США починає вторгнення на береги Каліфорнії. Проведена після цього нерівна боротьба, змусила Мексиканський уряд вступити в переговори. Після підписання перемир'я, було вирішено встановити нові чіткі межі. Після консультацій з Конгресом, уряд республіки, був змушений 2 лютого 1848 року підписати договір Гвадалупе-Ідальго, втративши більше половини своєї території.
Наслідком всього цього стало рішення, про те що Тіхуана стане прикордонним містом, по іншу сторону від порту Сан-Дієго, який залишився за американцями.
11 липня 1889 року вважається офіційною датою заснування міста Тіхуана, хоча вже до цього, 1864 року в поселенні вже були організовані управа і судовий орган.

### XX століття
За даними перепису 1900 року, в Тіхуані проживало 242 людини.

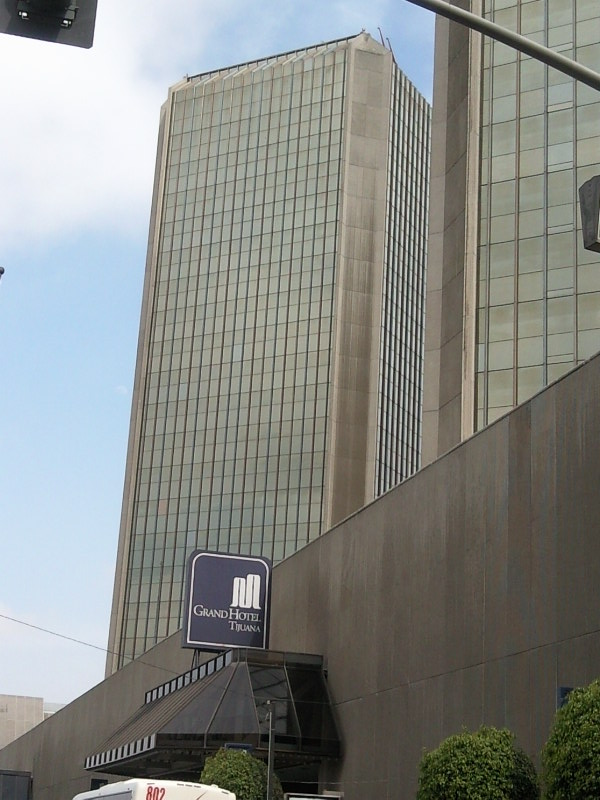
Будівлі Agua Caliente

9 травня 1911 року Тіхуана була взята штурмом групою мексиканських і іноземних озброєних осіб, на чолі з братами Рікардо і Енріке Флорес Магон, які мали намір зробити Нижню Каліфорнію соціалістичною республікою, під керуванням Ліберальної партії Мексики, заснованої ними ж. Жителі Тіхуани та інших поселень Нижньої Каліфорнії були згодні з цими планами і готові до боротьби з флібустьєрами. Після кількох кровопролитних сутичок загарбники були витіснені в США.
На початку 20-х в Тіхуані починає розвиватися гральний бізнес. 1924 року був побудований іподром і клуб для приїжджих. 1927 року в місті заснований туристичний комплекс «Compañía Mexicana de Agua Caliente». 9 червня наступного року відкривається казино Agua Caliente. У розвитку цієї інфраструктури взяли участь політики, бізнесмени і артисти, зароджуючого каліфорнійського кінематографу.
15 жовтня 1925 року, указом президента Мексики Плутарко Еліас Кальєса, був створений муніципалітет Сарагоса з адміністративним центром у Тіхуані, але ця назва з різних причин не прижилося. Тому 25 листопада 1927 року Конгресом Мексики було прийнято рішення про перейменування муніципалітету в Тіхуана.
1935 року, указом президента Ласаро Карденаса були закриті всі гральні заклади країни, в тому числі і казино Agua Caliente і клуб іноземців. Через два роки після закриття, туристичний комплекс Agua Caliente був експропрійований для створення промислового навчального центру. В даний час це Федеральна школа ім. Ласаро Карденаса — одна з найкращих державних середніх шкіл у місті.
16 лютого 1938 року в центрі міста більше тисячі людей влаштували безлад. Вони намагалися лінчувати солдата Хуана Кастільо Моралеса, якого звинувачують у зґвалтуванні і вбивстві дівчини Ольги Камачо. Протестуючі підпалили будівлі мерії і поліції. Заплутані обставини цього інциденту і наступний розстріл солдата, зародили міську легенду про Хуана Сольдадо (Juan Soldado).
Того ж року в місті була відкрила арена для бою биків «тіхуанська корида».

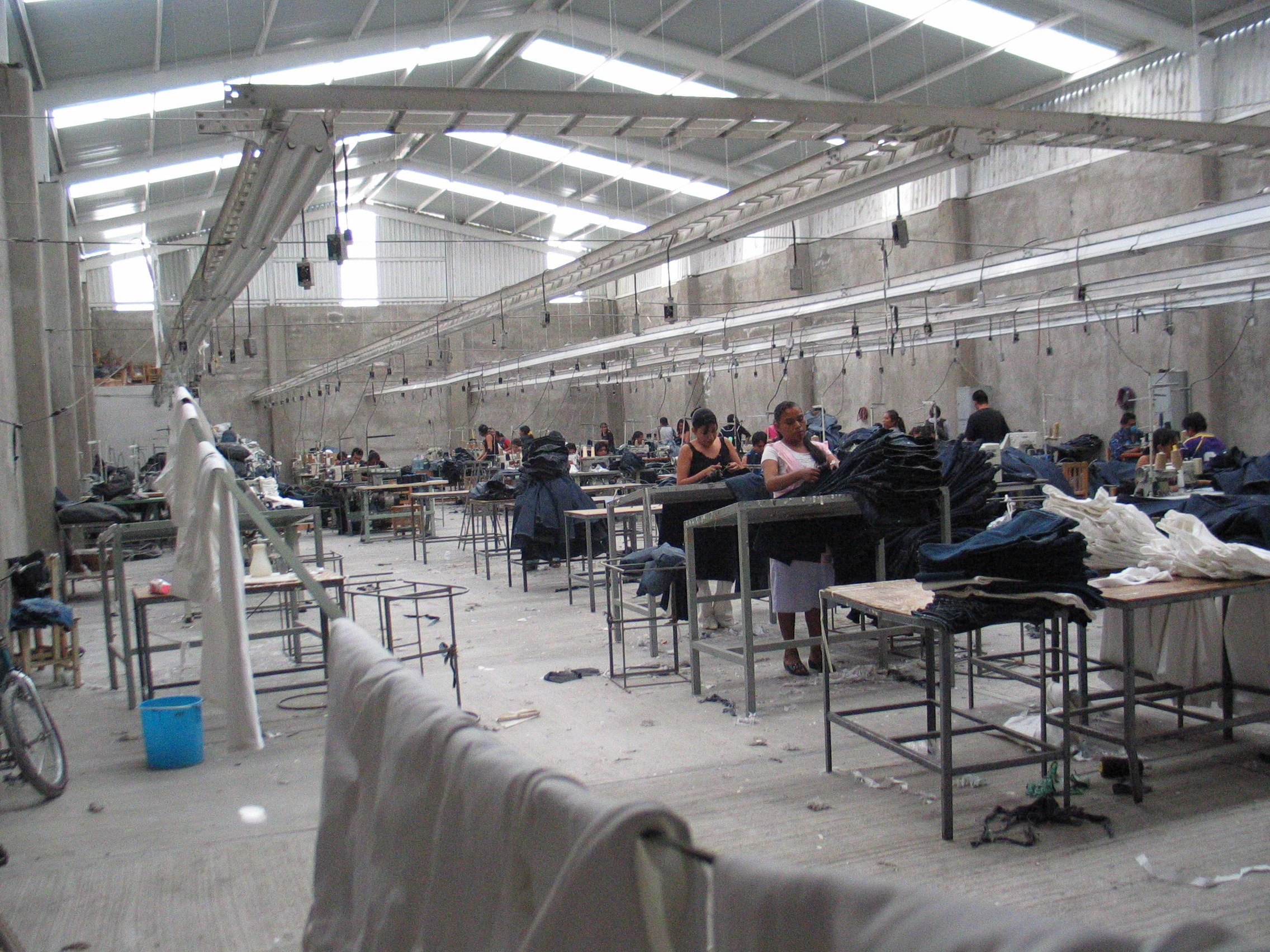
Спільне підприємство з пошиття одягу в Тіхуані

26 квітня 1940 року створено правовий фонд оформлення нерухомості. Цього ж року при перетині державного кордону необхідно було пред'явити паспорт.
1952 року територія Нижньої Каліфорнії стає вільним штатом Мексики. А 1 травня 1954 року, в Тіхуані починає працювати перша міська адміністрація.
18 липня 1960 року в Тіхуані був запущений ретранслятор каналу «Telesistema» (в тому числі «Televisa»).
Того ж року був запущений проект будівництва мальовничої дороги Тіхуана-Енсенада.
1965 року була запущена програма по створенню спільних підприємств з фірмами з інших країн, що сприяла розвитку економіки і майбутнього міста.
1970 року в Тіхуані був введений в експлуатацію Міжнародний аеропорт імені генерала Абелардо Л. Родрігеса.
23 березня 1994 року в передмісті Тіхуани був убитий Луїс Дональдо Колосіо, кандидат на пост президента Мексики від PRI. Ця трагічна подія збентежила усю країну.

### XXI століття
Великий приплив мігрантів з південних районів Мексики, бажаючих потрапити в США, але в більшості своїй не маючи можливість перетнути кордон, осідають в Тіхуані. Це призвело до високого темпу зростання міста на південь і схід, і, можливо, швидкому об'єднанню з містами Росаріто і Текате.
Злочинність в Мексиці зустрічається всюди, але в Тіхуані, через близькість кордону, вона виділяється ще більше, так як цю територію намагаються поділити різні злочинні угруповання. 2009 року, президент Феліпе Кальдерон заявив, що організована злочинність в Тіхуані в період з жовтня 2008 по березень 2009 року скоротилася на 78 %.
15 жовтня 2008 року стартувала Цільова програма капітального ремонту доріг, що включає в себе також будівництво 18 розв'язок і 42 естакадних доріг, які дозволять розвантажити міські маршрути.
2009 року на стадіоні Каліенте повинні були пройти відбіркові матчі КОНКАКАФ перед Чемпіонатом світу з футболу, але через небезпеку вірусу H1N1 були перенесені.

## Економіка
За доходом на душу населення (близько 35 тис. дол. на рік) Тіхуана займає в країні третє місце після Канкуну і Мехіко. Близькість до американського кордону і наявність дешевої робочої сили залучили до міста безліч складальних підприємств. У період свого піку 2001 року в Тіхуані базувалося близько 820 макіладора (до 2010 року залишилося близько 550). Також в місті розташовано багато компаній хай-тек і кол-центрів американських корпорацій.
Серед найбільших підприємств Тіхуани виділяються заводи компаній Sony, Panasonic, Sanyo, Pioneer, Samsung, General Electric, Dell, Kodak, Vizio, Plantronics, Siemens, Philips, Lanix, Zonda Telecom (побутова електроніка і електротехніка), Microsoft (програмне забезпечення), General Motors, Ford, Toyota, Volkswagen, BMW, Hyundai (автомобілі і автокомплектуючих), Airbus (аерокосмічне обладнання), Cemex (будматеріали), Bimbo і Nabisco (харчові продукти).
У місті розташовані великі торгові центри «Плаза Ріо», «Плаза Мундо», «Плаза Монарк», «Плаза Каррусель», «Плаза Коронадо» і «Галеріас Іподромо». Через відносну дешевизну в Тіхуані процвітає безліч орієнтованих на американців медичних центрів, стоматологів і пластичних хірургів.

## Географія і клімат

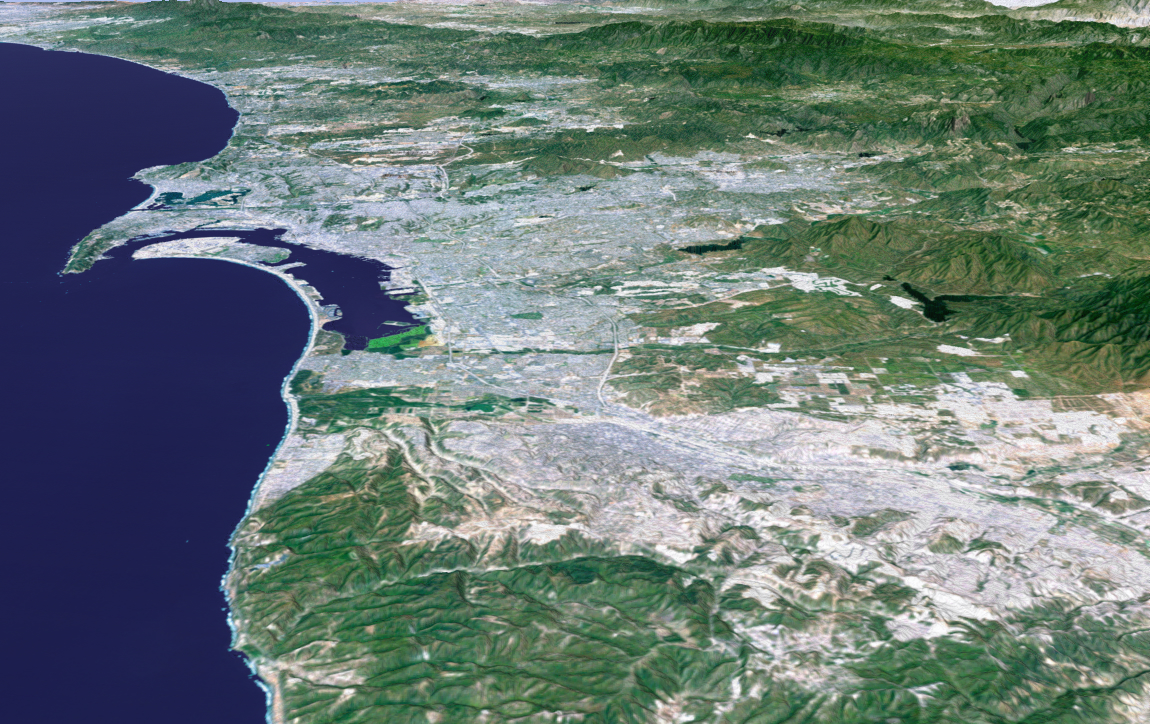
Тривимірна географічна карта міст Сан-Дієго — Тіхуана

Місто розташоване в географічних координатах 32°31′54″ пн. ш. 117°01′12″ зх. д. / 32.53167° пн. ш. 117.02000° зх. д..
Тіхуана відома своєю нерівною місцевістю, яка включає в себе каньйони, пагорби і столові гори.
У місті протікає річка з однойменною назвою, яка впадає в Тихий океан. За кілометр на північ від річки розташований кордон з США, а область між річкою і кордоном називається річковий зоною. Тут розташовується багато готелів, ресторанів, торгових центрів, лікарень і житлових багатоповерхівок.
Муніципалітет Тіхуана ділиться на адміністративні райони (ісп. delegaciones), дев'ять з яких — райони міста. Площа Тіхуани, близько 637 км², а всього муніципалітету 879,2 км².

### Райони
- Сентро — історичний центр Тіхуани, де розташований головний діловий район міста: Зона Ріо або Даунтаун. У Зоні Ріо, що розкинулася в північній частині міста, недалеко від американського кордону, сконцентровані офіси компаній і банків, готелі, торгові центри, госпіталі.
  - Авеніда Революсьйон (Авеніда Революції) знаменита своїми барами, ресторанами, готелями, магазинами, аптеками та художніми галереями. Вечірньої пори бульвар, розташований в Зоні Норте, приваблює безліч туристів своїми борделями, нічними клубами, вуличними повіями і торговцями наркотиків.
  - На Пасео де лос Ероес (Дорога Героїв) сконцентровані офіси банків і страхових компаній, готелі, магазини і госпіталі, а також найбільший торговий центр «Плаза Ріо» і Культурний центр Тіхуани.
  - Уздовж бульвару Агуакалієнте розташовані ресторани, магазини, готелі і спортивні комплекси, в тому числі дві вежі «Лас Торрес» (готель і офіси), футбольний стадіон Калієнте, Муніципальний аудиторіум, де грає місцева баскетбольна команда, і іподром.
  - На бульварі Санчес Табоада знаходиться безліч ресторанів, в тому числі мексиканської, італійської, іспанської, французької, аргентинської, китайської, японської, американської, тайської, грецької, бразильської і єврейської кухні.
  - На Пасео дель Сентенаріо (Дорога Сторіччя) розташовані Муніципальний палац Тіхуани, комплекс уряду штату, Центральний госпіталь і висотний житловий комплекс «Нью Сіті».
- Плаяс де Тіхуана — північно-західний район, що розкинувся уздовж океанського узбережжя. На Пасео Енсенада розташована більшість магазинів і ресторанів, в тому числі торговий центр «Плаза Коронадо», уздовж смуги пляжів тягнуться висотні готелі і житлові комплекси. Також в районі знаходяться «Плаза де Торос Монументаль» (арена, на якій проводяться корида, концерти та боксерські бої), кампус університету Ібероамерікана.
- Сентенаріо — головний промисловий район Тіхуани, розташований в східній частині міста. Тут розташовані великий індустріальний парк «Сьюдад Індустріаль» («Промислове місто») і Парк де ла Амістад (Парк дружби); вздовж основних магістралей — бульвару Беллас Артес, бульвару Індустріаль і Мексиканської федерального шосе № 2 — тягнуться численні макіладора і складальні підприємства.
- Меса де Отей — в районі, розташованому в північній частині міста, поруч з американською кордоном, знаходяться міжнародний аеропорт Тіхуани, кампус Автономного університету Баха-Каліфорнія, торгові центри «Сентро Комерсіаль Отей» і «Плаза Американа Отей», безліч китайських, італійських і мексиканських ресторанів, а також макіладора.
- Сьєрро Колорадо — переважно житловий район; на вершині пагорба розташовано кілька антен телерадіостанцій і мобільних операторів.
- Ла Меса — в районі розташовані найбільший парк Морелос, кампус приватного університету CETYS, торгові центри «Плаза Мундо» і «Макроплаза».
- Сан-Антоніо де лос Буенос — переважно житловий район з двома промисловими парками.
- Санчес Табоада — переважно житловий район з великою промисловою зоною «Пасифік Індастріал Парк».
- Ла Преса — найбільший за площею район, що примикає до дамби.

### Клімат
Клімат Тіхуани середземноморський, з м'якою зимою і теплим літом. Найхолоднішим місяцем є січень з середньою температурою +13 °С, рідко опускається нижче 0 °С. Велика частина опадів випадає в зимовий період, з листопада по березень, а в лютому часті шторми, звичайні для Тихоокеанського регіону. Найбільш спекотні місяці з липня по вересень, з середньою температурою близько +22 °C.

## Населення

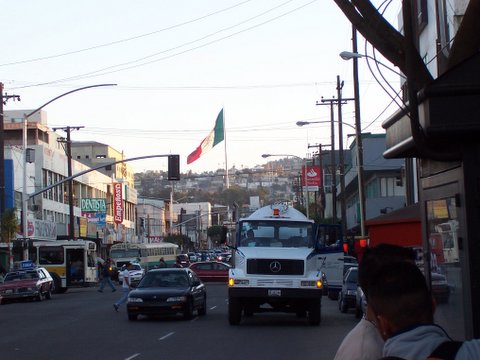
Жвава вулиця в центрі міста

За даними перепису 2005 року, в Тіхуані проживало 1 286 187 осіб. За попередніми оцінками в 2010 року населення міста становило 1 659 872 чол..
Населення Тіхуани дуже різноманітно, в більшості це мігранти з інших частин Мексики, а також іммігранти з усього світу. Досить багато представників з азійських країн, в основному китайці, в меншій мірі корейці та японці. Велика кількість громадян США, в основному з Південної Каліфорнії, переїжджають в Тіхуану, щоб уникнути високої вартості життя в своїй країні, при цьому продовжуючи працювати в Сан-Дієго. Багато вихідців з Латинської Америки, які сподівалися в'їхати в Сполучені Штати, осіли в Тіхуані. За даними Національної ради народонаселення Мексики Тіхуана є одним з найшвидше зростаючих міст Мексики, близько 80 000 осіб на рік переїжджають в Тіхуану.

### Туризм
Тіхуану відвідують мільйони американських туристів з Південної Каліфорнії. Особливо місто привабливий для молоді, так як за мексиканськими законами алкоголь продається з 18 років, на відміну від США, де він доступний з 21 року. Також великі компанії американських студентів складають основний контингент клієнтів роздрібних продавців марихуани і кокаїну, напівпідпільних аптек, де без рецепта відпускають психотропні препарати, численних борделів і клубів в Зоні Норте — тіхуанського району «червоних ліхтарів». Простих американців, переважно пенсіонерів, привертає в Тіхуані дешевизна сектору медичних послуг, безліч сувенірів (сомбреро, чоботи-Вакерос, пончо, вироби зі срібла), адаптована під смаки «ґрінґо» мексиканська кухня, ансамблі маріачі, які виконують народні пісні англійською.
Основним туристичним об'єктом є бульвар Авеніда Революсьон і прилеглі до нього квартали, де цілодобово працюють ресторани, борделі, магазини і атракціони, грають вуличні оркестри тощо.